# Diritti LGBT in Venezuela
All'interno del Venezuela le persone LGBT godono di qualche diritto e di qualche tutela giuridica.
Le coppie omosessuali non dispongono di alcun tipo di unione registrata che possa dare loro delle garanzie.

## Legalità dell'attività sessuale tra persone dello stesso sesso
L'omosessualità non è mai stata punita dopo l'indipendenza venezuelana, se non con la legge "Ley de vagos y maleantes" (legge sul comportamento criminale in vigore in Europa e in America Latina durante il XX secolo). In Venezuela, contrariamente alla Spagna, questa legge non si riferiva espressamente agli omosessuali, tuttavia, è stato occasionalmente applicato agli omosessuali e alle persone transgender impegnate nella prostituzione, così con la prostituzione più in generale. Le persone sottoposte a questa legge sono state sottoposte a delle "misure amministrative" e alcune di esse furono integrate in "programmi di rieducazione" in speciali "luoghi di isolamento"; il tutto senza processo, come è successo anche in molti altri paesi compresa la Spagna. Questa legge è stata dichiarata incostituzionale dall'ex Corte Suprema di Giustizia nel 1997.
L'età universale del consenso è di 16 anni.

## Riconoscimento delle relazioni tra persone dello stesso sesso
Non esiste alcun riconoscimento legale delle coppie omosessuali nella legge venezuelana.
Nel 2003 una ONG LGBT denominata Unión Afirmativa (Unione affermativa) ha presentato un ricorso alla Corte suprema per il riconoscimento legale dei diritti economici (pensioni, successione, sicurezza sociale, casa comune, ecc.) per i partner dello stesso sesso. La sentenza emessa il 28 febbraio 2008 nonostante riconosca che "i partner dello stesso sesso godono di tutti i diritti, civili, politici, economici, sociali e culturali - non hanno una protezione speciale simile al concubinato o al matrimonio tra un uomo e una donna, vale a dire, negli stessi termini dei partner eterosessuali".

## Protezioni contro la discriminazione
In Venezuela esistono pochi tutele dalla discriminazione per le persone LGBT in alcune aree specifiche (posto di lavoro, alloggi in affitto e sistema bancario). Tuttavia queste leggi mancano di meccanismi per attuare strategie reali ed efficaci per prevenire la discriminazione e la disuguaglianza.
Dal 2012 la legge sul lavoro organico vieta le discriminazioni basate sull'orientamento sessuale. Precedentemente la discriminazione sul lavoro sulla base di "opzione sessuale" era stata dichiarata illegale nel 1996.
L'articolo 4 della Legge organica della Potenza popolare (2010) afferma che "Il Potere Popolare è progettato per garantire la vita e il benessere delle persone, creando meccanismi per il loro sviluppo sociale e spirituale, garantendo condizioni uguali per chiunque di sviluppare liberamente le loro personalità, dirigere la loro destinazione, godere dei diritti umani e raggiungere la felicità sociale, ciò senza discriminazioni fondate su origine etnica, religione, status sociale, sesso, orientamento sessuale, identità ed espressione di genere, lingua, opinioni politiche, origini nazionali, età, posizione sociale, invalidità o qualsiasi altra circostanza personale, legale o sociale che abbia l'effetto di annullare o compromettere il riconoscimento, il godimento o l'esercizio dei diritti umani e delle garanzie costituzionali. "
L'articolo 173 della legge sulle istituzioni del settore bancario (2010) include "l'identità o l'espressione di genere" come categorie protette contro la discriminazione.
L'articolo 5 della legge per la regolamentazione e il controllo del contratto di locazione di alloggi, promulgato nel 2011, vieta, tra le altre cose, la discriminazione e offre protezione a coloro che sono particolarmente vulnerabili alla discriminazione sulla base dell'orientamento sessuale e dell'identità di genere.
Nel processo che ha portato all'adozione della nuova Costituzione venezuelana del 1999, sono state proposte disposizioni contro la discriminazione; tuttavia, a causa della forte opposizione della Chiesa cattolica romana, furono eliminate dalla bozza finale. Nel 2001 ci furono nuovi tentativi di includerli nella Costituzione. Nel 2002, l'allora presidente Hugo Chávez ha espresso il suo rammarico per la loro esclusione; segnalando però che potrebbero essere inclusi in nuove riforme costituzionali.
Il referendum costituzionale venezuelano nel 2007 avrebbe messo fuori legge la discriminazione basata sull'orientamento sessuale, ma entrambi i due pacchetti di riforme, che coprivano un'ampia gamma di misure sociali ed economiche, furono sconfitti.

### Leggi statali
Lo stato di Mérida proibisce tutte le forme di discriminazione sulla base dell'orientamento sessuale e dell'identità di genere nella sua Costituzione di stato.

## Adozione e genitorialità

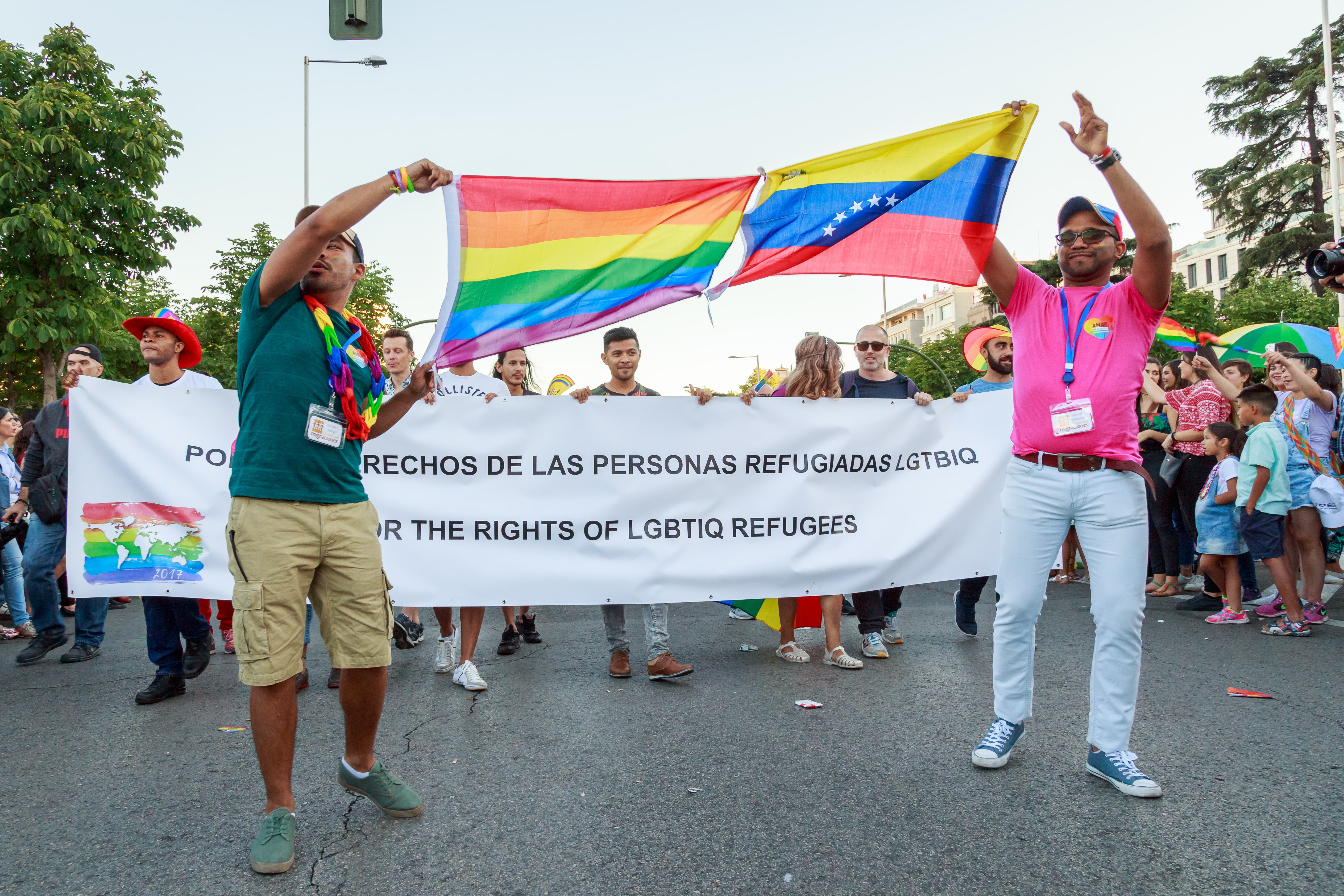
Il WorldPride del 2017

Le coppie dello stesso sesso in Venezuela non sono in grado di adottare legalmente dei bambini. Tuttavia, le coppie lesbiche possono accedere all'IVF.
Il 15 dicembre 2016 il Tribunale Supremo di Giustizia ha stabilito che un bambino può essere registrato nel registro civile venezuelano con i cognomi di entrambe le sue madri. Basandosi sulla sentenza sull'articolo 75 della Costituzione la corte ha dichiarato che lo stato deve fornire protezione senza distinzione a tutte le famiglie, compresi i bambini e gli adolescenti nati in famiglie dello stesso sesso. Inoltre tali bambini devono godere di tutti i diritti e le garanzie sanciti da altri bambini nati in famiglie di sesso opposto.

## Identità / espressione di genere
La legge venezuelana non consente alle persone transgender di cambiare il loro nome e il loro genere legale nei documenti ufficiali.

## Servizio militare
Il Codice di Giustizia Militare, in vigore dal 1998, vieta alle persone omosessuali la possibilità di intraprendere la carriera militare.
L'articolo 565 recita: "Il funzionario che commette atti che offendono o sviliscono la loro dignità o consente tali atti senza tentare di fermarli con mezzi autorizzati dalla legge è punito con la reclusione da uno a tre anni e l'esonero dalle Forze armate. Si applicano a tutti i militari che commettono atti sessuali contro la natura".

## Opinione pubblica
Un sondaggio del Pew Research Center, condotto tra l'8 novembre 2013 e il 12 febbraio 2014, ha mostrato che il 28% dei venezuelani sosteneva il matrimonio tra persone dello stesso sesso mentre il 61% si opponeva all'idea.
Un sondaggio d'opinione del Pew Research Center del 2013 ha rivelato che il 51% dei venezuelani considerava che l'omosessualità debba essere accettata dalla società, mentre il 42% riteneva che non dovrebbe esserlo. Il 57% delle persone tra i 18 e i 29 anni ritiene che dovrebbe essere accettato, il 51% delle persone tra il 30 e il 49% e il 45% delle persone oltre i 50 anni.
Nel maggio 2015, PlanetRomeo, un social network LGBT, ha pubblicato il suo primo Gay Happiness Index (GHI). Ai gay di oltre 120 paesi è stato chiesto come si sentono riguardo alla visione della società sull'omosessualità, come vivono il modo in cui sono trattati dalle altre persone e quanto sono soddisfatti della loro vita. Il Venezuela si è classificato al 45 ° posto, appena sopra il Suriname e sotto l'Ecuador, con un punteggio di GHI di 48.

## Nel cinema
- 2005: Secuestro Express
- 2009: Cheila
- 2012: Azul y no tan rosa
- 2014: Liz en Septiembre
- 2015: Ti guardo

## Tabella riassuntiva
| Atti omosessuali legali                                                                                              | (dal 1997)                |
| Parificazione nell'età del consenso                                                                                  | (dal 1997)                |
| Leggi anti discriminatorie nel posto di lavoro                                                                       | (fino al 1996 e dal 2012) |
| Leggi anti discriminatorie nella fornitura di beni e servizi                                                         | (fino al 1996 e dal 2012) |
| Leggi anti discriminatorie in tutti gli altri settori (inclusa la discriminazione indiretta e le espressioni d'odio) | / (in alcuni stati)       |
| Matrimonio omosessuale                                                                                               | (proposto)                |
| Riconoscimento delle coppie dello stesso sesso                                                                       | (proposto)                |
| Adozione da parte di coppie dello stesso sesso                                                                       | (proposto)                |
| Adozione del figliastro                                                                                              | (proposto)                |
| Genitorialità automatica sui certificati di nascita per i figli delle coppie dello stesso sesso                      | (dal 2016)                |
| Possibilità di prestare servizio militare                                                                            | No                        |
| Cambio di genere legale nei documenti                                                                                | No                        |
| Maternità commerciale surrogata per coppie gay                                                                       | No                        |
| Accesso alla fecondazione in vitro per le lesbiche                                                                   | No                        |
| Permesso di donare il sangue                                                                                         | No                        |